# NGC 5231
NGC 5231 (również PGC 47953 lub UGC 8574) – galaktyka spiralna z poprzeczką (SBa), znajdująca się w gwiazdozbiorze Panny. Odkrył ją Albert Marth 30 kwietnia 1864 roku. Należy do galaktyk Seyferta.